# Michael Maardt
Michael Maardt (født 1952) er en dansk forfatter og forlægger. Han er uddannet sociolog på Københavns Universitet.
Maardt udgav sit første EDB-hæfte om DOS d. 16. april 1993 med titlen Brug din PC optimalt. Hæftet var på 48 sider, trykt i sort-hvid med en staffagefarve på omslaget, og blev solgt for kr. 28,- fortrinsvis i computerbutikker.
Maardt ønskede at udgive et billigt hæfte om DOS som var til at forstå for almindelige mennesker. Prisen skulle være så lav at folk uden megen betænkningstid, tog hæftet med i indkøbskurven, læste det og måske gav det væk. I 1993 ville de etablerede forlag kun udgive bøger, som skulle være på 300 sider og koste kr. 1,- pr. side i vejl. udsalg. Resultatet blev at Maardt oprettede sit eget forlag, Knowware, og fik trykt 10.000 hæfter af kr. 2,- stykket.
I starten blev de solgt i computerforretninger og kiosker, idet boghandlerne boykottede de billige hæfter, der gav meget mindre avance. Efter flere års boykot endte boghandlerne med også at sælge hæfterne. Efterfølgende fulgte flere forlag efter og udgav billighæfter. 
Forlaget Knowware i Danmark lukkede i 2002 grundet faldende oplagstal. I mellemtiden havde Maardt startet et lignende forlag i Tyskland, som stadig eksisterer.[kilde mangler]